# Гедил
Геди́л (др.-греч. Ἥδυλος, лат. Hedylus, III век до н. э.) — древнегреческий поэт-эпиграмматист, уроженец Афин либо Самоса. Происходил из литературной семьи: его матерью была поэтесса Гедила, бабкой по матери — аттическая поэтесса Мосхина.
Сохранилось одиннадцать эпиграмм Гедила (некоторые не целиком): три — в Палатинской антологии, остальные — у Афинея. В одной из эпиграмм описывается ритон, изготовленный изобретателем Ктесибием и, вероятно, представлявший собой некую гидравлическую игрушку.
В русской поэзии эпитафию Гедила флейтисту сокращённо переложил с французского перевода Афинея Пушкин («Славная флейта, Феон, здесь лежит…», 1832); вольную интерпретацию эпиграммы о расставшейся с девственностью Аглаонике написал Батюшков («Свершилось: Никагор и пламенный Эрот…», 1817—1818).
Выпьем! Быть может, какую-нибудь ещё новую песню

        Нежную, слаще, чем мёд, песню найдём мы в вине.

Лей же хиосское, лей его кубками мне, повторяя:

        «Пей и будь весел, Гедил!» — Жизнь мне пуста без вина.